# Eyzin-Pinet
Eyzin-Pinet é uma comuna francesa na região administrativa de Auvérnia-Ródano-Alpes, no departamento de Isère.